# Rattus palmarum
Rattus palmarum és una espècie de mamífer rosegador de la família Muridae que viu a l'Índia. L'espècie és endèmica de les Illes Nicobar de Car Nicobar i Gran Nicobar a altures de 50 a 150 m snm (Molur et el 2005;. Musser i Carleton 2005). Es limita en l'extensió en menys de 1200 km² d'acord amb la superfície total de les dues illes. És una espècie nocturna i arborícola. Es troba en els boscos de fulla perenne tropical, zones de manglars i s'ha trobat a preferir corones de palmeres (Molur et al. 2005). Els efectes del tsunami sobre l'hàbitat podrien haver tingut algun efecte sobre l'espècie. Els assentaments humans i la pèrdua de boscos relacionats podria ser una gran amenaça per a l'espècie. No obstant això, amb un increment en el cultiu de palma a les illes podria fer la situació més favorable per a l'espècie. Fins que es realitzin més estudis sobre aquests aspectes, és difícil identificar les principals amenaces amb certesa per a aquesta espècie (S. Molur pers. Pers.)